# Utility Muffin Research Kitchen
Unter dem Namen Utility Muffin Research Kitchen (UMRK), auf Deutsch in etwa „Mehrzweckbrötchen-Forschungsküche“, betrieb der Komponist und Rockmusiker Frank Zappa ab 1979 in Los Angeles ein hochwertiges, eigenes Tonstudio. Es befand sich in seinem Wohnhaus im Stadtteil Laurel Canyon, 7885 Woodrow Wilson Drive. Zum Studio gehörte ein UMRK Mobile genanntes, fahrbares Tonstudio für Aufnahmen bei Tourneen. Kurzzeitig erschien der Name UMRK außerdem als Katalognummer für drei Alben, die aus dem musikalischen Nachlass Zappas veröffentlicht wurden.

## Geschichte
Ende der 1970er Jahre hatten die Mieten in den professionellen Studios, die Zappa bis dahin stets genutzt hatte, mit Sätzen bis zu 30.000 Dollar pro Woche horrende Höhen erreicht. Trotz der hohen Mieten waren die Studios oft Monate im Voraus ausgebucht. „Eigentlich musste ich mir das alles zulegen, weil ich Geld sparen musste“, sagte Zappa im Interview mit Steve Rosen.
Zappa entschloss sich dazu, neben seinem Wohnhaus in Los Angeles ein eigenes Tonstudio bauen zu lassen.
Das Gebäude war zweieinhalb Geschosse hoch und hatte eine Grundfläche von 20 mal 10 Metern.:S. 313 Es verfügte neben drei separaten Echokammern unterschiedlicher Größe, dem großen Aufnahmeraum („The Yard“; „der Hof“) und dem Kontrollraum unter anderem auch über getrennte Aufnahmekabinen für Schlagzeug, Perkussion und Gesang. Es waren Räume vorhanden für die hochwertige technische Ausrüstung des Studios, für Abmischung, Mastering und Premastering sowie ein Pausenraum komplettierten die bauliche Ausstattung des Studios. Ein weiteres auf dem Zappa-Anwesen errichtetes Gebäude war das „The Vault“ (deutsch: „die Gruft“) genannte Lager für Tonband- und Videoaufzeichnungen.
Die technische Ausstattung des Studios genügte höchsten Anforderungen. Zunächst noch mit Geräten in Analogtechnik ausgestattet, wurde das Studio bereits in den frühen 1980er Jahren an die damals aufkommende digitale Aufnahmetechnik angepasst. Zum Studio gehörte zunächst eine transportable 24-spurige Aufnahmeeinheit mit Analogtechnik. Ab dem Frühjahr 1981 war das UMRK Mobile genannte fahrbare Aufnahmestudio einsatzbereit. Zappa hatte den mehr als acht Meter langen Aufnahmewagen der Beach Boys erworben und für seine Bedürfnisse umbauen lassen, der 1983 ebenfalls mit modernster Digitaltechnik aufgerüstet wurde. Zappa galt als einer der wenigen Schallplattenkünstler seiner Zeit, die selbst auf Tournee über ein eigenes, vollständig digitales System verfügen konnten. Bis zu seinem Tod war er bestrebt, die Ausrüstung des UMRK auf dem neuesten Stand der Technik zu halten.:S. 359
In seinem Studio produzierte Zappa fast ausschließlich eigene Werke. Es entstanden dort nur wenige Produktionen für andere Künstler, so zum Beispiel für Missing Persons. Die Gruppe seines ehemaligen Schlagzeugers Terry Bozzio war die erste „fremde“, die im UMRK produzierte. Die irische Folkloregruppe The Chieftains nahm im UMRK fünf Stücke ihres mit einem Grammy ausgezeichneten Albums The Celtic Harp auf, darunter auch die Stücke „The Green Fields of America“ und – unter Beteiligung von Tom Jones – „Tennessee Waltz“ und „Tennessee Mazurka“.:S. 427f, 432 Ebenfalls im UMRK aufgenommen wurde das Album Havin’ A Bad Day, das Schallplattendebüt des damals erst 16 Jahre alten Zappa-Sohnes Dweezil. Dieser produzierte dort in späteren Jahren weitere eigene Alben sowie Alben der Gruppe „Z“, die der mit seinem jüngeren Bruder Ahmet gegründet hatte.
Der Zappa Family Trust ließ das Studio, in welchem die letzten größeren Änderungen 1990 vorgenommen worden waren, im Jahr 2002 erheblich umbauen und die Ausrüstung auf den aktuellen technischen Stand bringen. Dieses Update beinhaltete die Möglichkeit zu Aufnahmen im 5.1-Mehrkanal-Tonformat. Kurz bevor das neue Label Vaulternative Records gegründet wurde, erschienen aus dem musikalischen Nachlass Frank Zappas drei Alben, die in den Vereinigten Staaten mit UMRK-Katalognummern versehen waren: Civilization Phaze III (UMRK 01), Frank Zappa Plays The Music Of Frank Zappa (UMRK 02) und Everything Is Healing Nicely (UMRK 03).

## Gegenwart
Nachdem Zappas Witwe Gail Zappa 2015 gestorben war, wurde das Zappa-Anwesen 2016 verkauft und von Lady Gaga erworben – inklusive des Tonstudios. Sie nutzte es u. a. für die Produktion ihres sechsten Albums Chromatica.